# Fabrica de cărămizi din Ciurea
Fabrica de cărămizi din Ciurea din Iași a fost construită la inițiativa directorului general al Căilor Ferate Române, Gheorghe Duca, în anul 1891. Reprezintă un monument de patrimoniu industrial (categoria B), fiind clasat pe lista monumentelor istorice sub codul  IS-II-m-B-04126 . În perioada postdecembristă nu a mai funcționat. Se află într-un proces de degradare continuă, o parte din anexe fiind deja distruse.